# Simancas
Simancas község Spanyolországban, Valladolid tartományban. Simancas Arroyo de la Encomienda, Valladolid, Villanueva de Duero, Geria, Tordesillas, Robladillo és Ciguñuela községekkel határos. Lakosainak száma 5538 fő (2024).

## Népesség
A település népessége az utóbbi években az alábbiak szerint változott:
| Lakosok száma | 3678 | 4413 | 4873 | 5152 | 5360 | 5331 | 5214 | 5276 | 5423 | 5538 |
|               | 2001 | 2004 | 2007 | 2009 | 2012 | 2014 | 2017 | 2019 | 2022 | 2024 |